# سازمان أنقلاب (المزرعة الشمالية)
سازمان أنقلاب (بالإنجليزية: Sazeman-e Enqelab)‏ هي منطقة سكنية تقع في إيران في قسم المزرعة الشمالیة الريفي. يقدر عدد سكانها بـ 1,306 نسمة .